# 路易斯·孔帕尼斯
路易斯·孔帕尼斯（西班牙語：Lluís Companys，加泰隆尼亞語發音：[ʎuˈis kumˈpaɲs]，1882年6月21日—1940年10月15日），是西班牙第二共和国时期加泰罗尼亚的政治家、律师和社会活动家。孔帕尼斯是加泰罗尼亚共和左翼的创始人之一，他在1933年至1940年担任加泰罗尼亚政府主席，期间他曾因领导十月六日事件而被捕入狱。1939年西班牙内战结束后他流亡到法国，然而不久即被德国盖世太保抓获并移交予佛朗哥政权。最终他于1940年10月在蒙锥克城堡遭执行枪决。